# Bar Sport (programma radiofonico)
Bar Sport è stata una trasmissione radiofonica in onda dopo le ore 22 su Radio Popolare che commentava, in maniera ironica e scanzonata, la domenica calcistica. Il programma prevedeva la determinante collaborazione degli ascoltatori che, chiamando da casa, contribuivano alla riuscita di una trasmissione volutamente caotica.
La trasmissione nacque quasi casualmente la sera del 25 maggio 1983, subito dopo la sconfitta della Juventus nella finale di Coppa dei Campioni con l'Amburgo, quando Sergio Ferrentino decise di improvvisare un dialogo in diretta con gli ascoltatori sulla partita coinvolgendo in studio l'amico Sandro Pellò e il giornalista Alessandro Gilioli, che si trovava nella redazione per preparare il giornale radio notturno. Il successo della serata fu tale che Ferrentino decise di farne una trasmissione fissa, ogni domenica sera, per commentare con gli ascoltatori le partite della giornata. 
In ogni puntata, tra l'altro, gli ascoltatori votavano il migliore e il peggiore giocatore della giornata, rispettivamente con i premi "Pebbacco" e "Devi morire".
Nelle prime due stagioni accanto a Ferrentino c'era, oltre e a Gilioli e  Pellò, anche Andrea Zamboni detto "il Verbo", ma talvolta la trasmissione ospitava anche ascoltatori che, dopo essersi fatti conoscere con le loro telefonate in diretta, volevano  commentare direttamente negli studi della radio di via Pasteur a Milano.  
È così che si sono incontrati e conosciuti i tre futuri componenti della Gialappa's Band.

## Edizioni speciali
- Bar Sport Mundial, in occasione dei campionati mondiali di calcio del 1986.
- Euro Bar Sport, in occasione dei campionati europei di calcio del 1988.

## Riconoscimenti
- David Campbell Harris per il futuro della comunicazione 1986[2]